# أجنحة لرحلتي
صدر كتاب أجنحة لرحلتي: صقور الشاهين في تشميني روك في عام 1991، لمؤلفه عالمة الأحياء البريّة الأمريكي مارسي كورتيل هاول. يوثّق هذا الكتاب ملاحظات هاول حول زوج من صقور الشاهين المهددة بالانقراض آنذاك في تشيميني روك، وهي تشكيل صخري بارز في كولورادو، في نفس الوقت الذي كانت تعمل فيه لدى شعبة كولورادو للحياة البرية في صيف 1975. ومن أجل حماية هذه الصقور تم إيقاف مشروع بارز تكلفته أكثر من مليون دولار أمريكي حيث كان الهدف من هذا المشروع هو تحويل آثار شعوب بويبلو القديمة في المنطقة إلى معلم لجذب السيّاح؛ إلا أنه واجه معارضة شديدة من مجتمع تشيميني روك. في نهاية المطاف، أبدى المجتمع أيضاً قلقاً تجاه هاول وملاحظاتها، فقاموا باقتحام مقطورتها في المنطقة وتخريبها.
بحلول عام 1975، انخفض عدد صقور الشاهين إلى 324 زوجاً فقط في أمريكا الشمالية، وكان ذلك بالدرجة الأولى نتيجة استعمال مبيد الـ دي دي تي –وهو مبيد آفات واسع الاستخدام-. خفضّت هذه المادة مستويات هرمون الأستروجين في إناث هذه الصقور وقلّصت من إنتاج الكالسيوم، مما تسبب في ضعف قشرة بيوض هذه الصقور وتكسّرها أثناء الحضانة. كان هناك جهود حثيثة لحماية هذه الصقور، حيث تم منع استعمال مادة الـ دي دي تي الزراعية في الولايات المتحدة الأمريكية في عام 1972، وكانت الجهود المبذولة لتربية وتدريب الصقور المأسورة فعالة من أجل تجهيزها لإطلاقها لاحقاً في البرية. في عام 1999، تمّت إزالة صقور الشاهين من قائمة الأنواع المهدّدة بالانقراض بالولايات المتحدة الأمريكية.
نشر كتاب أجنحة لرحلتي في الأصل بغلاف فني من تصميم أديسون ويزلي في عام 1991. وأعيد نشر الكتاب في عام 1999 من قبل منشورات برويت مع مقدمة إضافية كتبها روبرت مايكل بايل، ومقدمة جديدة وخاتمة جديدة من قبل هاول. تم تحديث الكتاب مرة أخرى في عام 2014 وأعيد نشره من قبل مطبعة جامعة نيو مكسيكو مع الصور والمقدمة التي كتبتها هاول والتي تتطرّق فيها إلى استعادة صقور الشاهين. في أيّار 1996، نشرت مجلّة الأطفال «كريكيت» قصّة قصيرة كتبتها هاول بعنوان «ألبرت»، وهي مقتبسة عن كتاب أجنحة لرحلتي. كان تلقّي الجمهور العام لهذا الكتاب إيجابياً، كما حصل الكتاب على جائزة أوريغون للكتاب في عام 1991، وجائزة كريستوفر للكتب في عام 1992.

## خلفية
كتبت مارسي كورتيل هاول «أجنحة لرحلتي» بعد عدّة عقود من الانخفاض الكبير في أعداد صقور الشاهين الذي حدث بين عام 1950 و1970. وخلال الثلاثينيات والأربعينيات من القرن الماضي، كان هناك ما يقارب 1000 زوج من صقور الشاهين جاهزين للتكاثر في الولايات المتحدة الأمريكية الغربية والمكسيك، بالإضافة إلى 500 زوج في شرق الولايات المتحدة الأمريكية. وحتّى سبعينيات القرن الماضي لم يتم اكتشاف أي صقر شاهين في شرق جبال روكي:xii؛ أما في غربها فقد انخفض عدد الصقور بنسبة 80 إلى 90%. ولكن بحلول عام 1975 كان من المعروف وجود 324 زوجاً من الصقور المقيمة في أمريكا الشمالية، مع سبعة أزواج فقط في منطقة جبال روكي وزوج وحيد في تشيميني روك.
أثناء انخفاض أعداد صقور الشاهين، درست هاول علم الأحياء في كلية كولورادو في كولورادو سبرينغز. سمح نظام الجدولة في الجامعة بتقليل عدد الفصول اليومية مما ساعدها على السفر بشكل متكرر لدراسة الأنظمة البيئية المختلفة بالإضافة إلى دراستها الأكاديمية. عند مغادرتها للكلية، بدأت هاول بالعمل لدى شعبة الحياة البرية في كولورادو، وكانت مهمتها الميدانية الأولى مراقبة نشاط الصقور في الجبال الصخرية على امتداد سلسلة جبال روكي لمدة أربعة فصول صيف متتالية، قضت فصلين منهما في تشيميني روك. بعد تجربتها مع صقور الشاهين، كان على هاول أن تقرر بين مواصلة دراسة علم الأحياء البرية أو التزامها بشغفها بالكتابة؛ وكان كتاب «أجنحة لرحلتي» جامعاً لكلا الأمرين، حيث روت هاول الأحداث التي عاشتها في تشيميني روك وكيفية تفاعلها مع المجتمع هناك، بالإضافة إلى ذكر ملاحظاتها عن صقور الشاهين.
أصبحت صقور الشاهين من الأنواع المهددة بالانقراض لاحقاً، ويرجع ذلك بالمقام الأول إلى استعمال مبيدات الآفات الكلورية العضوية، ولاسيّما الـ دي دي تي[2]، حيث أدّى هذا المبيد إلى انهيار مستويات الأستروجين في مجرى الدم لإناث الصقور ومنع أجسادهن من الاستفادة من الكالسيوم، فأصبحت 20% فقط من البيوض صالحة. ونظراً لأن صقور الشاهين تضع بيوضها على الحواف الصخرية بدلاً من الأعشاش، بدأت البيوض بالتكسر بسبب الأرضيّة القاسية ووزن الوالدين، بالإضافة للأسباب السابقة.
بعد عام 1970، كانت الجهود لاسترداد صقور الشاهين هائلة، ونجح السكان في مسعاهم. تمّ حظر الاستخدام الزراعي لمادة الـ دي دي تي في الولايات المتحدة الأمريكية في عام1972، ونجحت فرق الإنعاش في شرق الولايات المتحدة الأمريكية في تربية وتدريب هذه الصقور من أجل إطلاق سراحها في البرية. في عام 1999، تمت إزالة هذا النوع من الصقور من قائمة الأنواع المهدّدة بالانقراض في الولايات المتحدة الأمريكية.

## ملخص المحتوى
تدور أحداث الكتاب في عام 1975. يتم إرسال مارسي كوتريل هاول –والتي كانت تعرف حينها باسم مارسي كورتيل- وهي عالمة أحياء برية عمرها 21 عاماً إلى مكتب خدمات الغابات الأمريكية بالقرب من تشيميني روك، وذلك بناءً على أوامر من المسؤول عنها باري لاين.
في كولورادو، حيث يوجد زوج من صقور الشاهين:xii، وهو واحد من سبعة أزواج متبقية في منطقة جبال روكي:xii. السيد بريستون فيتش -وهو المسؤول المشارك في مشروع صقور الشاهين- ينتقد هاول بسبب قلة خبرتها في هذا المجال؛ ومع ذلك، يرسل السيد فيتش العالمة هاول إلى تشيميني روك.:xii
يوضّح السيد فيتش أن مصلحة الغابات أنفقت أكثر من مليون دولار لبناء طريق مؤدّي إلى تشيميني روك. لكن كان يجب إيقاف المشروع عند اكتشاف صقور الشاهين، وبالإضافة إلى ذلك تمتلك تشيميني روك أثر من 250 منطقة من آثار شعوب بويبلو القديمة، والتي يرجع تاريخها إلى 900-1100 عام:xii. كان مجتمع تشيميني روك يخطط لاستثمار مليون دولار أمريكي لبناء منطقة جذب سياحي لتلك الأنقاض.
تقضي هاول عدّة أسابيع مع صقور الشاهين وتسجل ملاحظاتها في دفترها، وعلى الرغم من محاولتها الأولية في الحفاظ على علاقة غير شخصية مع الصقور، إلا أن هاول قامت بتسمية الأنثى في زوج الصقور الذي تراقبه «جيني» والذكر بـ«الملك آرثر».:xii في منتصف تموز، بعد أن أمضت هاول عدّة أيام في وضع الملاحظات الميدانية وحدها مع المعدّات المحدودة التي تمتلكها، قام السيد فيتش بإرسال أليكس بورتر كزميلة لهاول، وقام بتزويدهما بشاحنة قمامة من أجل التنقل.:xii
في نفس الوقت الذي تقوم فيه هاول بدراستها، تواجه سخط كبير ومضايقات من قبل مجتمع تشيميني روك، حيث يرى أفراد المجتمع أن وجودها يعيق تقدم بناء منطقة جذب سياحي لأنقاض شعوب بويبلو القديمة. في وقت من الأوقات، يحاول موريس ريتشاردز –وهو مسؤول رفيع المستوى في شعبة الحياة البرية في كولورادو- القيام بنزهة في منطقة خاصة بصقور الشاهين، إلا أن هاول تمنعه من ذلك على الرغم من تهديده لها بإطلاق النار عليها.:xii
في وقت لاحق، تختفي جيني ولا تعود أبداً، وادّعت إحدى القاطنات في منطقة تشيميني روك بأنها قتلت بالرصاص على يد أحد أفراد مجتمع تشيميني روك:xii. بعد اختفاء جيني، يقضي الملك آرثر أيامه بحزن متجاهلاً الفراخ التي تحتاج للرعاية[2]، إلا أنه لاحقاً بقوم بتربية هذه الفراخ وحده:xii. واكتشفت هاول أنه من بين 5 فراخ، لم ينجو إلا اثنين نتيجة لعدم توفر طعام كاف لجميع الفراخ.:xii
قامت هاول بتسمية الفرخين الناجيين بـ«بولد ليوبولد» و«ألبرت»؛ كان ليوبولد أكثر شجاعةً من ألبرت وكان دائماً أول من يجرب الأشياء الجديدة كالطيران، في حين كان ألبرت كثير التردد:xii. وعلى الرغم من كل محاولات التخويف التي قام بها السكان للتخلص من الصقور، إلا أنهم في النهاية تعاطفوا مع الصقور. ولكن بعد تعرض هاول للكثير من المضايقات كاقتحام مقطورتها التي تحتوي على معدّات حقليّة قيّمة بالإضافة إلى أشياء شخصية وتخريبها.:xii

## تاريخ النشر
نشر كتاب أجنحة لرحلتي لأول مرة في عام 1991 مع غلاف فني من قبل أديسون ويزلي. كتبت هاول في وقت لاحق قصة قصيرة بعنوان ألبرت مستوحاة من كتاب أجنحة لرحلتي، مع التركيز على أول محاولات ألبرت وليوبولد للطيران. تمّ نشر القصّة في عدد أيار لعام 1996 من مجلة الأطفال كريكيت.
تمّ إعادة نشر كتاب أجنحة لرحلتي مع غلاف ورقي في عام 1999 من قبل منشورات برويت. تضمنّت هذه الطبعة مقدّمة روبرت مايكل بايل ومقدّمة وخاتمة هاول. في عام 2014، تم تحديث الكتاب وإعادة نشره مرّة أخرى من قبل مطبعة جامعة نيو مكسيكو. احتوت النسخة المحدّثة على صور لمناظر تشيميني روك، بالإضافة إلى مقدّمة هاول التي تناولت تعافي صقور الشاهين منذ الفترة التي نشر فيها الكتاب لأول مرة في عام 1991.
تم تسليط الضوء على الحظر الزراعي لعام 1972 لمادة الـ دي دي تي. بالإضافة إلى قانون الأنواع المهددة بالانقراض لعام 1973، الذي سمح للسعي من أجل الحفاظ على الحياة البرية بالأسبقية على قضايا الأراضي؛ والمحاولات الناجحة لإطلاق سراح صقور الشاهين المأسورين وزيادة عددهم في البرية.:xiii
أثناء كتابة الكتاب، قامت هاول بتغيير معظم أسماء الناس والأماكن، موضحةً خيارها بـقولها «شعرت براحة أكبر في تغيير الأسماء لأنني عملت لقترة طويلة مع هؤلاء الناس، كان من المستحيل أن أكون صادقةً معهم إذا قمت بذكر أسمائهم في الكتاب».